# جنین‌کشی
جنین کشی عمل کشتن جنین یا باعث شدن سقط خودبه‌خودی است.

## استفاده در هنگام سقط جنین قانونی

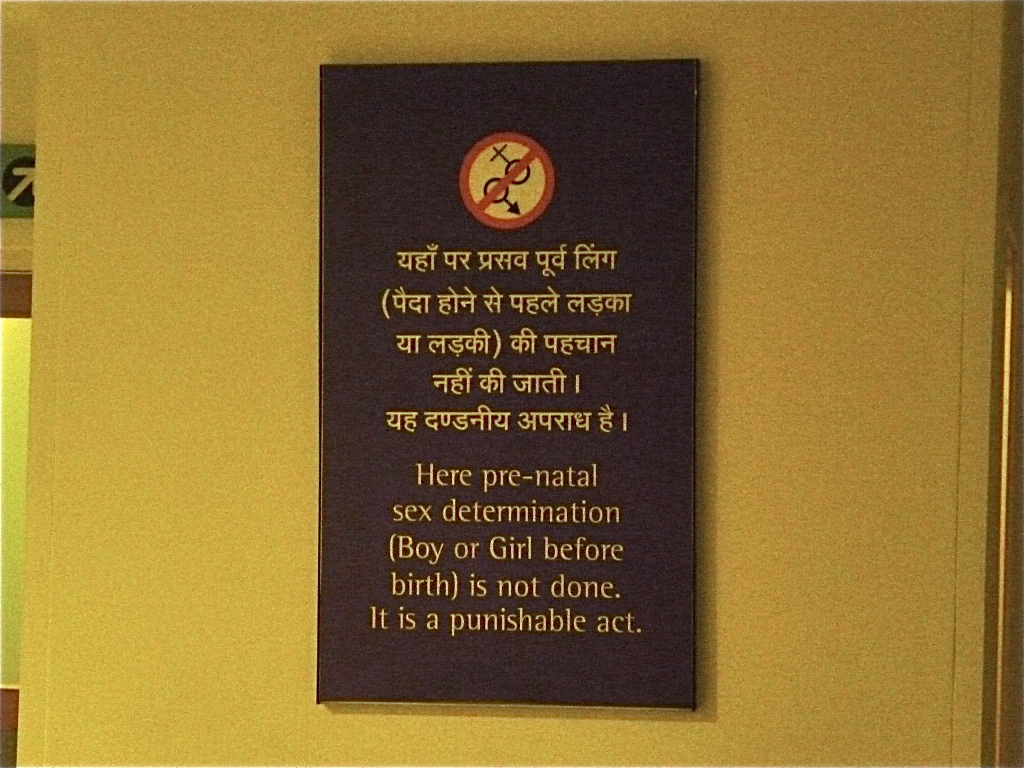
تابلویی در بیمارستانی در هند که نشان می‌دهد تعیین جنسیت قبل از تولد جرم است. نگرانی این است که منجر به جنین کشی دختران شود.

در کاربردهای پزشکی، کلمه «جنین کشی» صرفاً به معنای باعث شدن مرگ جنین، معمولاً قبل از نوعی سقط جنین استفاده می‌شود. کالج سلطنتی متخصصین زنان و زایمان توصیه می‌کند که جنین کشی «قبل از سقط جنین پزشکی پس از ۲۱ هفته و ۶ روز بارداری انجام شود تا اطمینان حاصل شود که خطر تولد زنده وجود ندارد». در سقط جنین بعد از ۲۰ هفته می‌توان از تزریق دیگوکسین یا کلرید پتاسیم به قلب جنین برای ایستادن قلب جنین برای حصول جنین کشی استفاده کرد. در ایالات متحده، دیوان عالی حکم داده‌است که اگر جنین کشی قبل از شروع جراحی کامل شود، منع قانونی روی روش‌های اتساع و استخراج دست نخورده اعمال نمی‌شود.
تزریق کلرید پتاسیم به قلب جنین باعث آسیستول فوری می‌شود، اما بسته به روش مورد استفاده، دیگوکسین ممکن است در برخی موارد باعث مرگ جنین نشود (تا ۵٪ اگر به جنین تزریق شود و تا یک سوم اگر به کیسه آمنیوتیک تزریق شود) اگرچه در بسیاری از کلینیک‌ها دیگوکسین داروی ارجح است. دیگوکسین ترجیح داده می‌شود زیرا از نظر فنی تزریق کلرید پتاسیم به قلب یا بند ناف دشوار است.
رایج‌ترین روش کاهش انتخابی -روشی برای کاهش تعداد جنین‌ها در بارداری چند جنینی- جنین کشی از طریق تزریق مواد شیمیایی به جنین یا جنین‌های انتخاب شده‌است. رویه کاهش معمولاً در سه‌ماهه اول بارداری انجام می‌شود. این کار اغلب به دنبال تشخیص یک نقص مادرزادی در جنین یا جنین انتخاب شده‌است، اما همچنین می‌تواند خطرات حمل بیش از سه جنین را کاهش دهد.